# Niki (певица)
Николь Зефанья (род. 24 января 1999), известна под псевдонимом Niki — индонезийская певица, автор песен и музыкальный продюсер.

## Ранние годы и карьера
Николь Зефанья родилась 24 января 1999 года, воспитывалась в Джакарте. Она выросла, слушая в 1990-х R&B-исполнителей, таких как Destiny's Child и Aaliyah из-за своей мамы. Училась в Индонезии в школе Пелита Харапан. Во время обучения в школе Зефанья завоевала популярность своими каверами и оригинальными песнями на YouTube, набрав больше 40,000 подписчиков. С тех пор она удалила все свои предыдущие видео, но некоторые из её старых песен до сих пор можно найти в интернете.
Зефанья самостоятельно выпустила песни «Polaroid Boy» и «Anaheim» в 2016 и 2017 годах соответственно. В 2017 году вступила в американскую медиа-компанию 88rising как исполнитель под своим лейблом. 2 мая 2018 года выпустила «Vintage» — свой первый сингл с предстоящего альбома. 23 мая 2018 года Зефанья выпустила свой дебютный EP Zephyr.
В 2019 году NIKI анонсировала свой дебютный альбом MOONCHILD. Но из-за эпидемии COVID-19 он был отложен. 24 марта 2020 года NIKI опубликовала в своём Instagram и Twitter новый клип, и 10 сентября вышел альбом MOONCHILD. 12 августа 2022 года выпустила свой второй альбом Nicole. 2 мая 2024 года Николь анонсировала альбом Buzz, который выйдет 9 августа 2024 года. 3 мая того же года был выпущен лид-сингл "Too Much Of A Good Thing", а 21 июня она выпустила второй лид-сингл "Blue Moon". 9 августа состоялся релиз её третьего альбома - Buzz. 

## Дискография

### Альбомы
| Название  | Подробнее                                                                                              |
| --------- | --- |
| MOONCHILD | - Релиз: 10 сентября 2020 - Лейбл: 88rising, 12Tone Music - Формат: Цифровое скачивание                |
| Nicole    | - Релиз: 12 августа 2022 - Лейбл: 88rising - Формат: Цифровое скачивание, компакт-диск, винил, кассета |
| Buzz      | - Релиз: 9 августа 2024 - Лейбл: 88rising - Формат: Цифровое скачивание, компакт-диск, винил           |

### Мини-альбомы
| Название                  | Подробнее                                                                                 |
| ------------------------- | ----------------------------------------------------------------------------------------- |
| Zephyr                    | - Релиз: 23 мая 2018 - Лейбл: 88rising, Empire Distribution - Формат: Цифровое скачивание |
| wanna take this downtown? | - Релиз: 17 мая 2019 - Лейбл: 88rising, 12Tone Music - Формат: Цифровое скачивание        |

### Синглы

#### Как ведущий исполнитель
| Название                  | Год  | Альбом                    |
| ------------------------- | ---- | ------------------------- |
| «Awali Hari Dengan Cinta» | 2014 | Вне альбома               |
| «Polaroid Boy»            | 2016 | Вне альбома               |
| «Anaheim»                 | 2017 | Вне альбома               |
| «See U Never»             | 2017 | Вне альбома               |
| «I Like U»                | 2017 | Вне альбома               |
| «Chilly»                  | 2017 | Вне альбома               |
| «Vintage»                 | 2018 | Zephyr                    |
| «Spell»                   | 2018 | Zephyr                    |
| «Dancing with the Devil»  | 2018 | Zephyr                    |
| «Warpaint»                | 2018 | Head in the Clouds        |
| «lowkey»                  | 2019 | wanna take this downtown? |
| «Indigo»                  | 2019 | Head in the Clouds II     |

#### Как гостевой исполнитель
| Название                                      | Год  | Альбом             |
| --------------------------------------------- | ---- | ------------------ |
| «Little Prince» (Rich Brian совместно с Niki) | 2018 | Amen               |
| «La Cienega» Niki и Joji                      | 2018 | Head in the Clouds |
| «Plans» Niki и Vory                           | 2018 | Head in the Clouds |
| «Poolside Manor» Niki и AUGUST 08             | 2018 | Head in the Clouds |
| «I Want In» Niki и AUGUST 08                  | 2018 | Head in the Clouds |

## Турне

### Гвоздь программы
- 88 Degrees & Rising Tour (совместно с артистами 88rising) (2018)[6]

### Разогрев
- Taylor Swift — The Red Tour (Jakarta) (2014)[7]
- Rich Brian — Тур по Австралии и Новой Зеландии (2018)[8]
- Halsey — Hopeless Fountain Kingdom World Tour (Asia) (2018)[9]